# OTS 44
OTS 44는 카멜레온자리에 있는 갈색왜성으로, 지구로부터 약 550 광년 떨어져 있다. Cha 110913-773444가 발견되기 전까지 가장 질량이 작은 갈색왜성이었다.
OTS 44의 질량은 목성의 15배 정도로, 태양 질량의 약 1.4% 수준이며 반지름의 정확한 수치는 잘 알려져 있지 않으나, 태양의 23~57% 정도로 추정 된다.
OTS 44의 주변에는 먼지와 얼음 조각으로 된 원시행성계원반이 형성되어 있는 것으로 추측된다. 이 원시행성계원반은 행성계로 진화할 것으로 보인다.

## 같이 보기
- SCR 1845-6357: 적색 왜성과 갈색 왜성으로 이루어진 쌍성계
- Cha 110913-773444: 원시행성계 원반으로 보이는 물질로 둘러싸여 있는 천체